# ۲۲ ربیع‌الاول
۲۲ ربیع‌الاول، بیست و دومین روز از ماه ربیع‌الاول در تقویم هجری قمری است.
در تقویم هجری قمری قراردادی این روز هشتاد و یکمین روز سال است.

## زادگان
۱۳۵۷، تولد سید حسن طاهری خرم‌آبادی، فقیه

## درگذشتگان
۷۳۶، درگذشت خلیفه مازندرانی، رهبر قیام سربداران خراسان. 

میلادذوالقدر این روز را، سال‌روز درگذشت یکی از رهبران سربداران خراسان به نام خلیفه مازندرانی در سال ۷۳۶ قمری می‌داند.